# Darkness to light
Darkness to light is het tweede en tevens laatste studioalbum van Sweet Smoke. De muziekgroep was er een jaartje tussenuit en kwam vervolgens met een album met kortere nummers. In een aantal nummers, bijvoorbeeld Kundalini, is de invloed van hun reis naar India goed te horen. De muziek lijkt meer gecomponeerd dan geïmproviseerd, zoals hun eerste en laatste album. De band leefde destijds in een commune en daardoor werden vrienden en familie uitgenodigd deel te nemen in de opnamen. Het album is opgenomen in de EMI/Bovemageluidsstudio in Heemskerk. Het voorlaatste nummer is een protestlied tegen oorlog, beginnende met krijgsgeluiden met zich amuserende mensen eromheen. Het laatste nummer is religieus: Oh Lord lead me from Darkness to light. Uit de Hare Krishna-beweging.

## Musici
- Michael Paris – saxofoon, dwarsfluit, zang
- Marvin Kaminowitz – gitaar, zang
- Steve Rosenstein – gitaar, zang
- Rochus Kuhn – cello
- Jeffrey Dershin – piano, percussie, zang
- Andrew Dershin – basgitaar
- Jay Dorfman – slagwerk
- Marty Rosenberg – percussien op "Kundalini" en "Believe Me My Friends"
- Puppa Kuhn – dwarsfuit op "Darkness to Light" en ontwerpster van de hoes
- Peter van der Locht (hier vermeld als Peter von de Locht) – altsaxofoon op "Darkness to Light"

## Muziek
| Nr. | Titel                                            | Duur  |
| --- | ------------------------------------------------ | ----- |
| 1.  | Just another empty dream (Steve Rosenthal)       | 4:19  |
| 2.  | I’d rather burn than disappear (Steve Rosenthal) | 4:14  |
| 3.  | Kundalini (Sweet Smoke)                          | 13:24 |

| Nr. | Titel                                                 | Duur  |
| --- | ----------------------------------------------------- | ----- |
| 1.  | Believe me my friends (Kaminowitz)                    | 4:28  |
| 2.  | Show me the way to the war (Jeffrey en Susan Dershin) | 5:29  |
| 3.  | Darkness to light (Paris)                             | 12:50 |